# Famille Carrelet de Loisy
La famille Carrelet de Loisy et Carrelet de Loisy d'Arcelot olim Carrelet est une famille subsistante de la noblesse française.
Elle a été anoblie au XVIIIe siècle.

## Histoire
Gustave Chaix d'Est-Ange écrit que cette famille appartient à la noblesse de robe de Bourgogne. Il écrit également que sa filiation débute avec Jean Carrelet qui vivait en 1553 et était fils d'Antoine Carrelet.
Elle occupe différentes charges dans l'administration royale en Bourgogne au long des XVIIe siècle et XVIIIe siècle. Elle est anoblie par la charge de conseiller correcteur en la Chambre des comptes de Dijon (1684-1688 et 1688-1732),. Charge anoblissante à l'issue de deux générations, soit en 1732.
C'est vers 1750 qu'Antoine Carrelet acquit la terre de la Motte-Loisy dans les environs de Montcenis.
Une branche cadette relève le patronyme de la famille Verchère d'Arcelot après alliance en 1801. Elle possède toujours le château d'Arcelot.[réf. nécessaire]
Sabine Carrelet de Loisy d'Arcelot, fille de Patrice Carrelet de Loisy d'Arcelot, habite en 2020 au château de Miserey.
La famille Carrelet de Loisy est admise au sein de l'Association d'entraide de la noblesse française en 1957. Elle est également représentée au sein du Jockey Club de Paris.

## Personnalités
Branche aînée

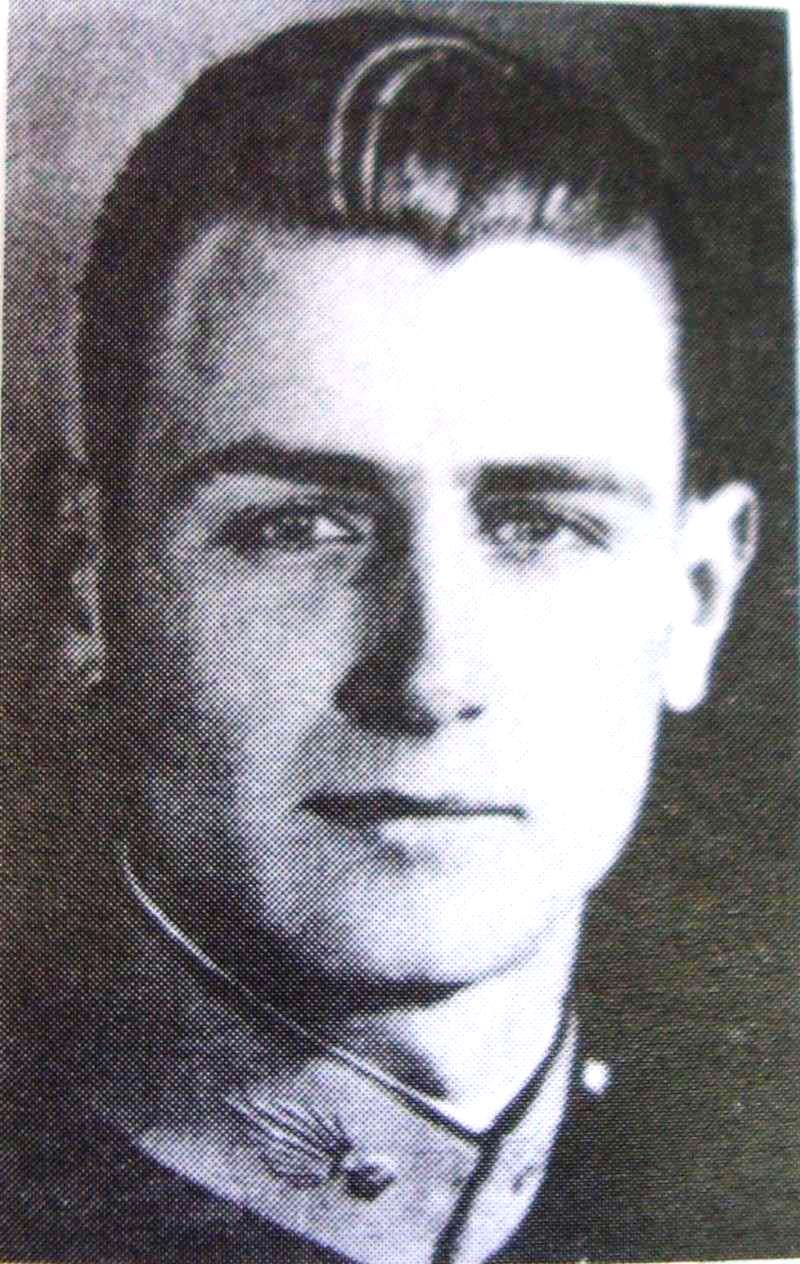
Jean Carrelet de Loisy

- Bernard Carrelet, échevin de Dijon, trésorier des mortes paies en Bourgogne en 1589 ;
- Bernard Carrelet, conseiller correcteur en la Chambre des comptes de Dijon (1684-1688) ;
- Bernard Carrelet, conseiller correcteur en la Chambre des comptes de Dijon (1688-1732) ;
- Antoine Carrelet, contrôleur général des fermes puis receveur général des finances de Bourgogne en 1720 ;
- Marie-Anne Carrelet (1725-1778), fille du précédent, peintre, dramaturge et entrepreneuse, épouse de Gaspard de Marron, baron de Meillonnas (1752) ;
- Bénigne-Antoine Carrelet, écuyer, reçu conseiller au parlement de Bourgogne en 1777 ;
- Antoine Bernard Carrelet de Loisy (1764-1838), écuyer, avocat, conseiller au parlement de Bourgogne en 1783, maire de Terrans, député de Saône-et-Loire et président du conseil général de Saône-et-Loire ;
- Bénigne-Édouard Carrelet de Loisy (1803-1887), agriculteur et propriétaire du château d'Epiry à Saint-Émiland, conseiller général de Saône-et-Loire élu dans le canton de Couches (1852-1871) ;
- Jean Carrelet de Loisy (1916-1944), lieutenant, participe à la libération de Mulhouse, mort au combat ;
- Jean Carrelet de Loisy d'Arcelot (1957), commissaire d'exposition, directeur des Beaux-Arts de Paris ;
- Jacques Carrelet de Loisy (1972), maire d'Hauteville-lès-Dijon (depuis 2014)[7], président de la chambre d'agriculture de Côte-d'Or ;
- Anne Carrelet de Loisy (1973), journaliste réalisatrice et auteure[8] ;
- Alban Carrelet de Loisy (1978), directeur général de la Fondation François-Sommer pour la chasse et la nature[9].

Branche cadette (éteinte)
- Jean Carrelet, premier huissier au parlement de Bourgogne en 1614 ;
- Jacques Carrelet, premier huissier au parlement de Bourgogne en 1651, conseiller correcteur en la Chambre des comptes de Dijon en 1666.

## Possessions, châteaux et demeures
Fiefs : Brize, la Motte-Loisy, Cussigny, Clamerey, etc.

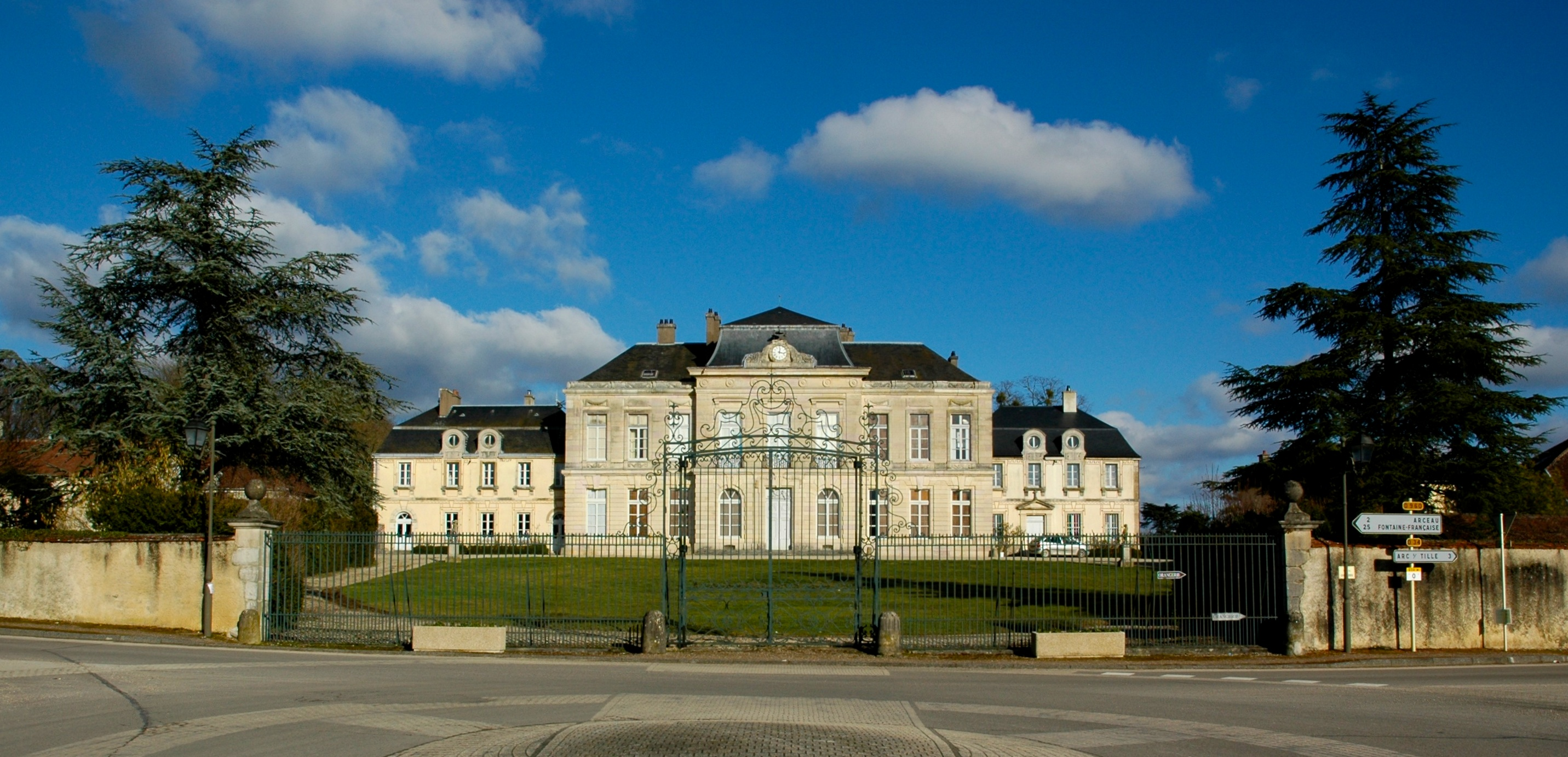
Château d'Arcelot
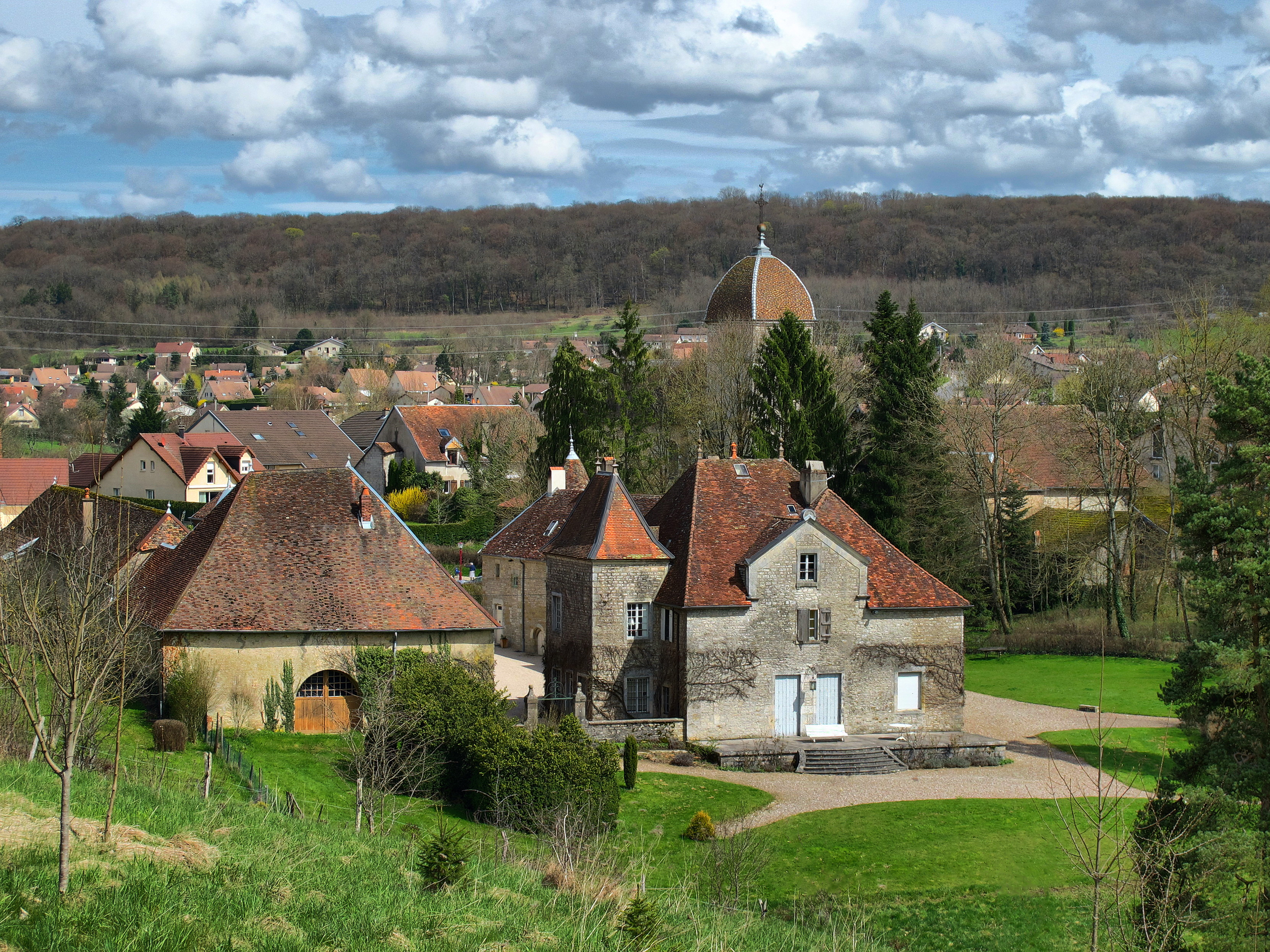
Château de Miserey
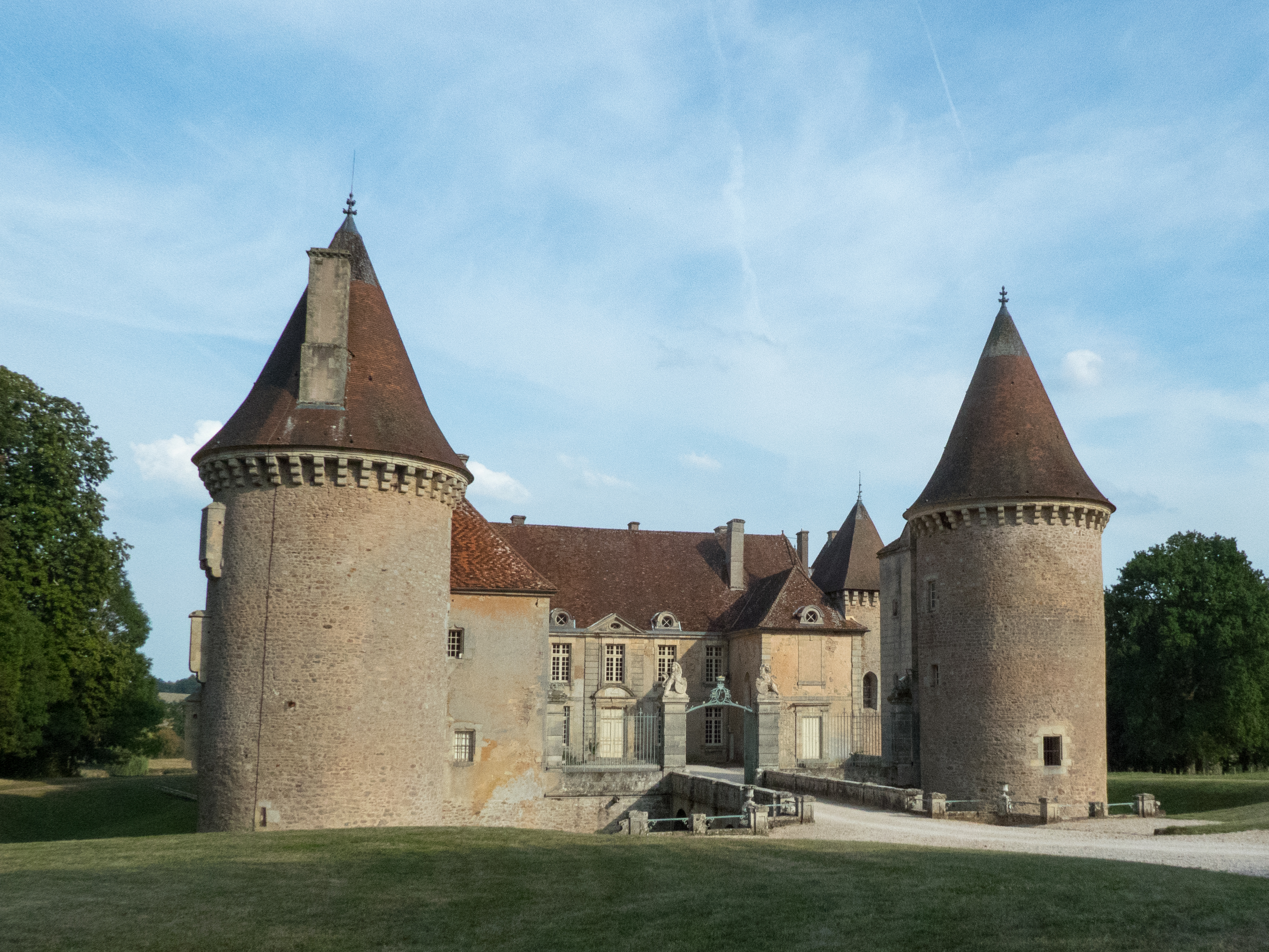
Château d'Epiry

## Alliances
Les principales alliances de la famille Carrelet de Loisy sont : Druet, Lavisey, Goujon, Bourguignon, Chesne (1692), Anglart (1723), Espiard de Clamerey (1763), Verchère d'Arcelot (1801), Cœurderoy, de Suremain (1859), de Truchis de Varennes, de Caulaincourt (1865), Passerat de la Chapelle (1867), Baconnière de Salverte (1893), Vincent de Vaugelas (1965), von Fürstenberg (1966), du Parc, Moreau de Bellaing, Bouëssel du Bourg, de Lavenne de la Montoise (1988), Cébron de Lisle, Merlin d'Estreux de Beaugrenier (2015), de Goulaine (2015), d'Hauteville, van den Brock d'Obrenan, Deloche de Noyelle.

## Postérité
- Square Carrelet-de-Loisy à Dijon.